# Assens (Fionia)
Assens es una ciudad en la costa occidental de Fionia (Dinamarca). En 2013 cuenta 6.017 habitantes. Es la capital y localidad más poblada del municipio de Assens, en la región de Dinamarca Meridional.

## Historia
El nombre de la localidad aparece en 1231 como Asnæs. El nombre proviene de las ráices ask: "fresno" o asp: "álamo" y næs: "istmo", por lo que significaría "istmo con fresnos" o "istmo con álamos". Tiene el mismo origen que Assens, una localidad de Jutlandia.
Assens fue al menos desde la Edad Media una localidad fortificada y un importante sitio de cruce en el Pequeño Belt, entre Fionia y Jutlandia, lo que tuvo un efecto positivo en el comercio. Posiblemente Assens haya tenido estatus de ciudad comercial (købstad) desde el siglo XIII. Para el siglo XVI la ciudad exportaba ganado vacuno. Durante la Guerra del Conde, Assens fue atacada por Cristián III y sus murallas fueron derribadas. Cristián IV volvió a fortificarla, pero la invasión sueca de 1658 arrasó la ciudad.
Además de las guerras, el declive del comercio en el país hizo difícil la recuperación de Assens, que a pesar de todo continuó siendo el principal sitio de cruce de transbordadores en el Belt. A finales del siglo XVIII Assens comenzó a revitalizarse: la navegación repuntó y en 1822 se renovó el puerto, pero con la construcción del ferrocarril de Nyborg a Middelfart en 1822 se incrementó la competencia con esta última ciudad y Assens resultó desfavorecida. La pérdida del sur de Jutlandia en 1864 a manos de Prusia interrumpió la ruta de transbordadores entre esa región y Assens. La industrialización no llegó realmente a Assens sino hasta 1884, con la inauguración de una línea privada de trenes que comunicó la ciudad con Tommerup, donde era posible el transborde a Odense. 
Desde finales del siglo XIX hasta principios del XXI la industria dominante fue la azucarera, si bien hubo cierta industria de metales y alimentaria.
Con la recuperación del sur de Jutlandia en 1920, Assens fue de nuevo terminal de transbordadores hasta 1972, pero ya no tuvo la misma importancia de antes debido a la inauguración de los dos puentes del pequeño Belt en 1935 y 1970 entre Middelfart y Fredericia. Con una industria mediana y un comercio a la sombra de Odense, el crecimiento de Assens fue mediocre durante el siglo XX. En 1970 se creó el municipio de Assens, mismo que fue ampliado en 2007 con la fusión de 5 municipios aledaños.